# Музей анатолійських цивілізацій
Музей анатолійських цивілізацій (тур. Anadolu Medeniyetleri Müzesi) — археологічний музей у столиці Туреччини Анкарі. 1997 року музей здобув звання Європейського музею року.
Музей був заснований в 1921 р. Ініціатором його створення був Мубарек Халіф Бей, і першим місцем розташування була одна з веж замку в Анкарі, що називається Аккале. Крім того, колекції містилися у Храмі Августа і Термах (римські лазні). Згідно з рішенням тодішнього президента Туреччини  Кемаля Ататюрка, який прагнув створити  хетський музей, почали збирати хетські пам'ятки, наявні в інших музеях, і відправляти їх до Анкари. Виникла потреба збільшити музей, що вимагало передачі колекцій до нових будинків.
Так музей знайшов своє нинішнє місце розташування. Міститься нині в будівлях базару п'ятнадцятого століття, займаючи два будинки часів  Османської імперії, які було відремонтовано і пристосовано для виконання нової ролі. Один з цих будинків називається "Bedesten, другий — Kursunlu Хан. Перший з них був побудований, ймовірно, за часів  Махмуда паші (1464–1471), великого візира султана  Мехмеда Завойовника, другий був побудований його наступником на посаді великого візира —  Мехметом Пашою. Остаточний вигляд музей набув у 1968 р.
Нині у Курсунлу-Хані міститься інститут досліджень та управління, в тому числі робочі кімнати, бібліотека, конференц-зал, лабораторія, в той час, як у Бедестені — власне музейна експозиція, відкрита для публіки.
Музей охоплює культурні пам'ятки  Анатолії з доісторичних часів (палеоліт). Експозицію змонтовано в хронологічному порядку. Вона охоплює: палеоліт, неоліт, халколіт, старша бронзова доба, час впливу Ассирії в Анатолії, старший період хетський, хетський період, часи новохетські, пам'ятники фригійські, урартські, лідійські.
До особливо важливих експонатів належать: реконструкція неолітичного святилища з Чатал-Гьоюк з фресками i мальованими рельєфами з VII тисячоліття д.н.e., фігурки з часів неоліту і халколіту з Хаджилару, датовані V тисячоліттям д.н.e., бронзові культові знаки і золоте начиння з  Аладжа-Хююк з кінця III тисячоліття д.н.e., зооморфічне начиння та ідоли з Кюльтепе (XIX ст. д.н.e.-XVIII ст. д.н.e.), хетські знахідки з Богазкале, фригійські, лідійські та урартські бронзові вироби. Окрема галерея скульптур включає статуї, зокрема хетські ортостати (з Boğazkale i Alaca Höyük) i новохетські (з Karkemisz i Malatya).

## Фототека

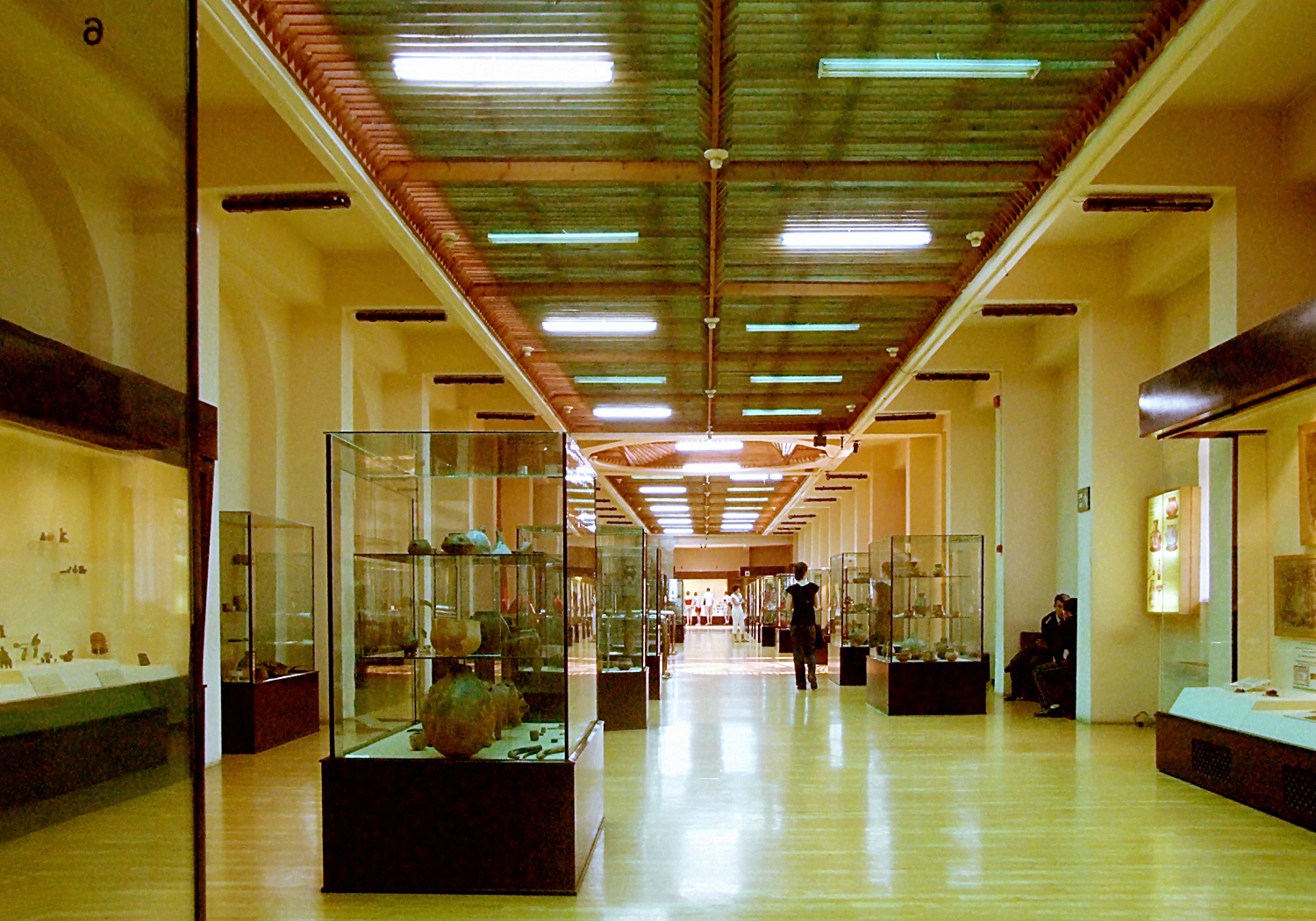
Фрагмент експозиції
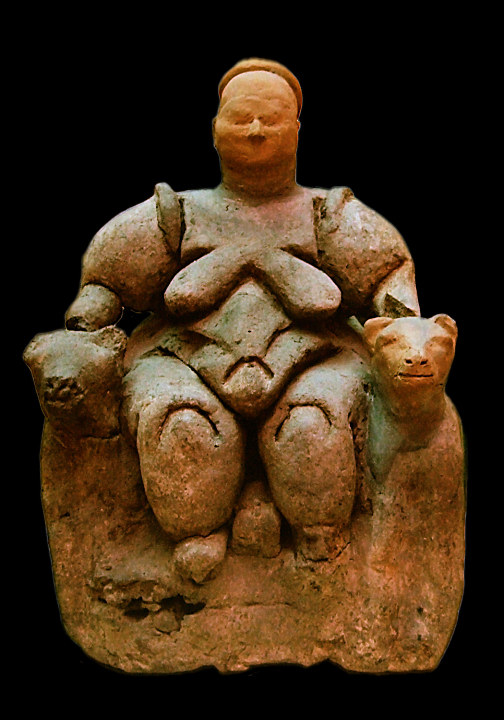
Богоматір з Чатал-Гьоюк, вид спереду
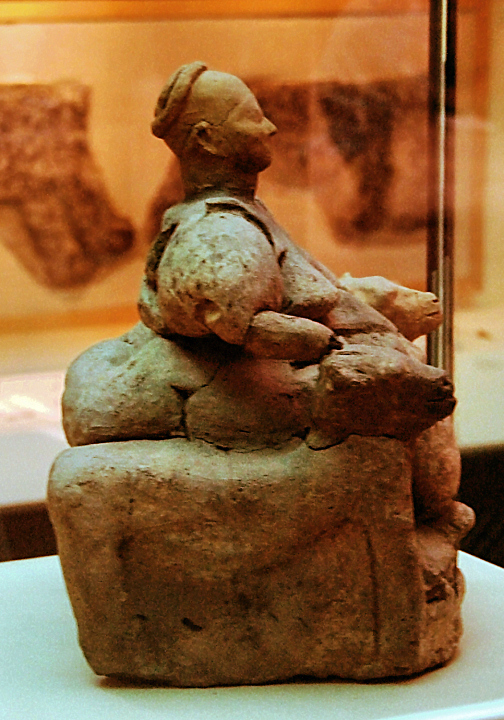
Богоматір з Чатал-Гьоюк, вид збоку
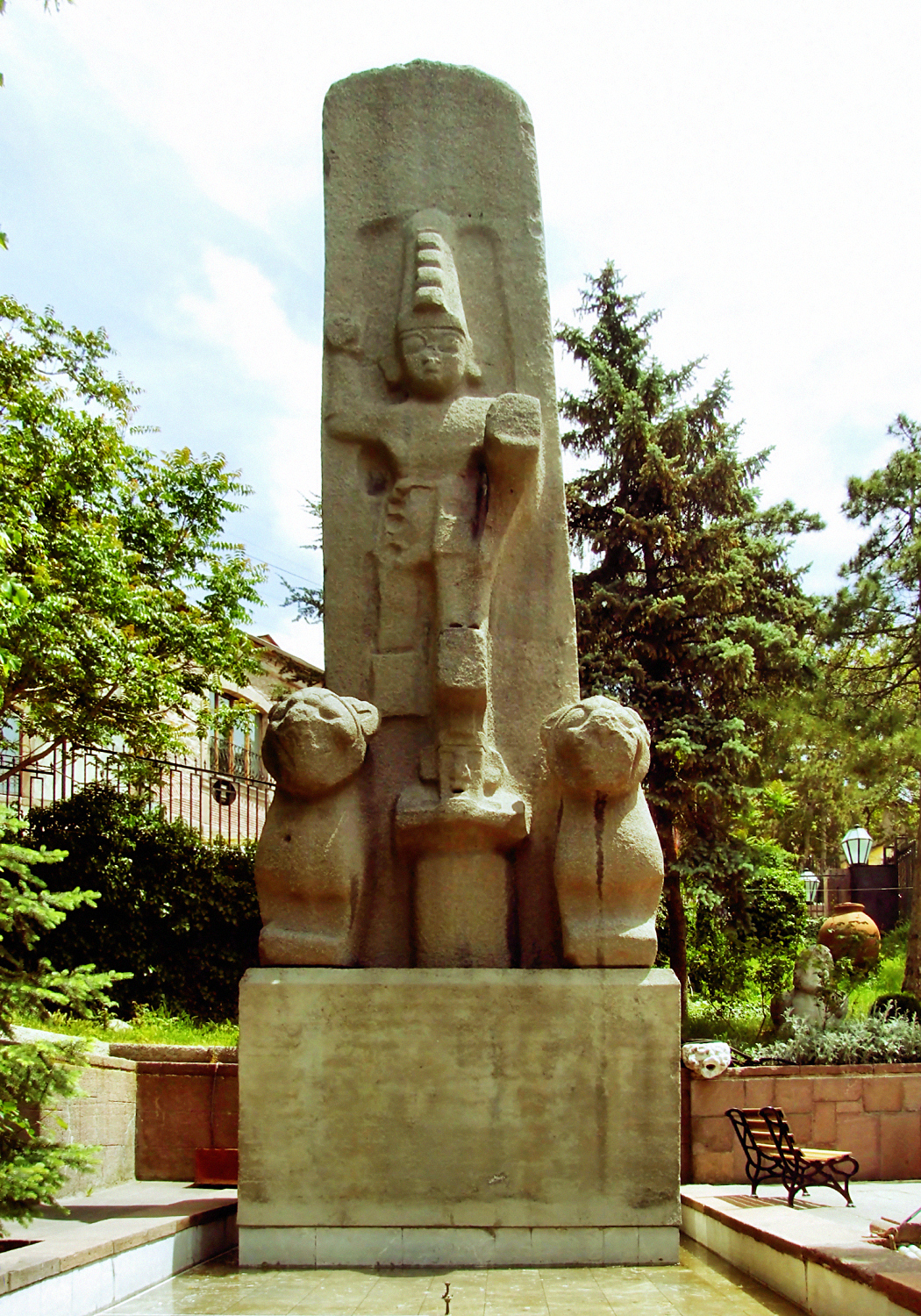
Хетський монумент, докладна копія монумента з tr:Fasillar
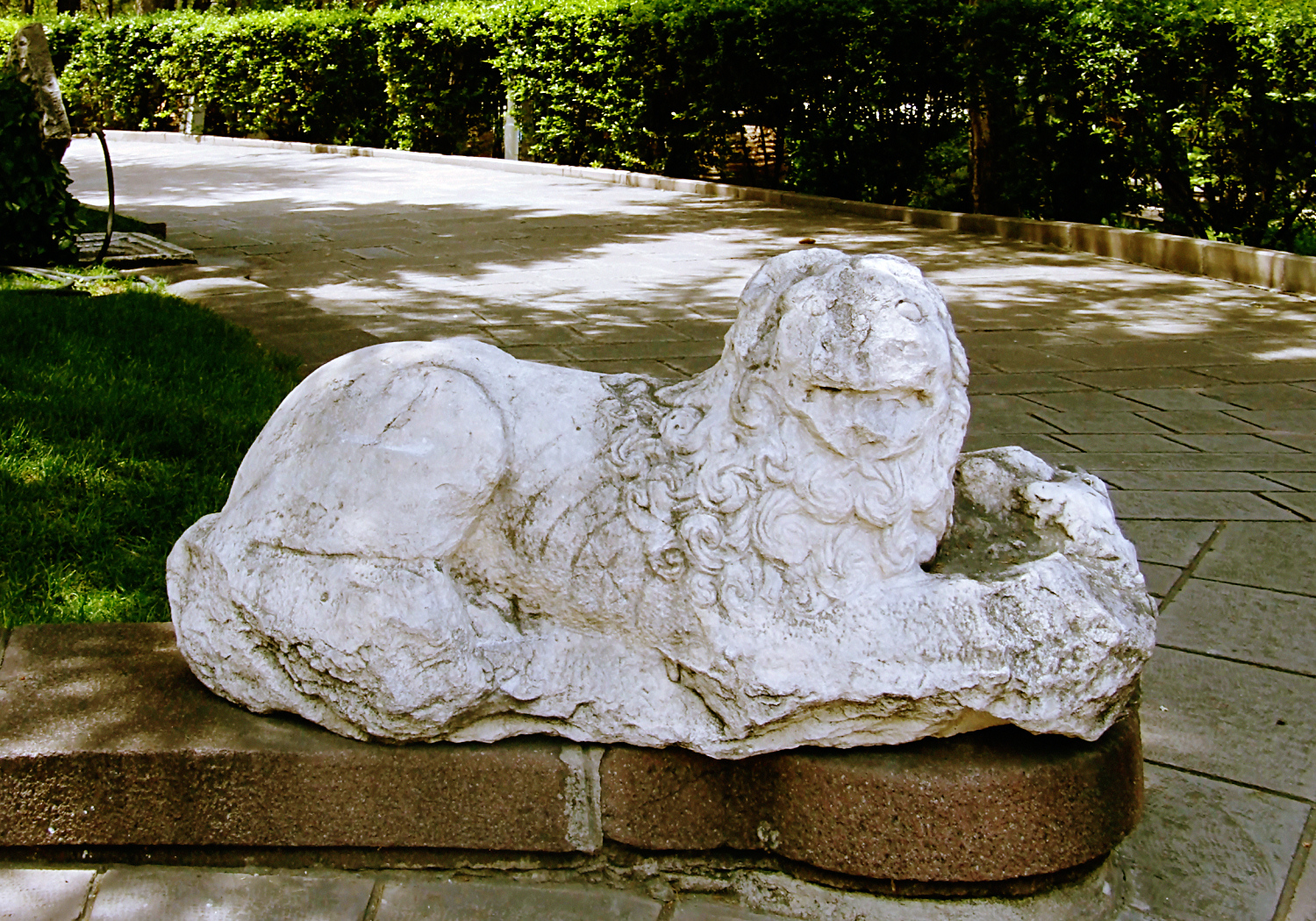
Статуя
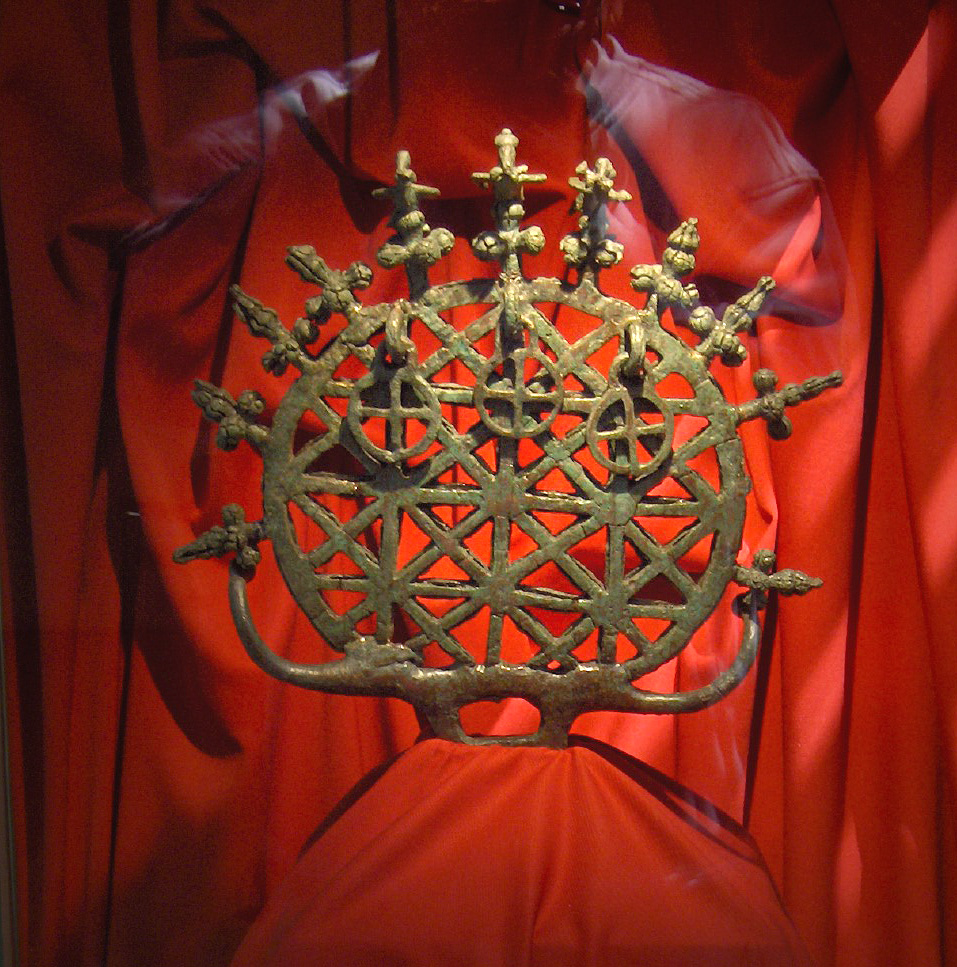
Бронзовий предмет культу, що символізує Всесвіт, т. зв. штандар, з хетського гробу в tr:Alaca Höyük
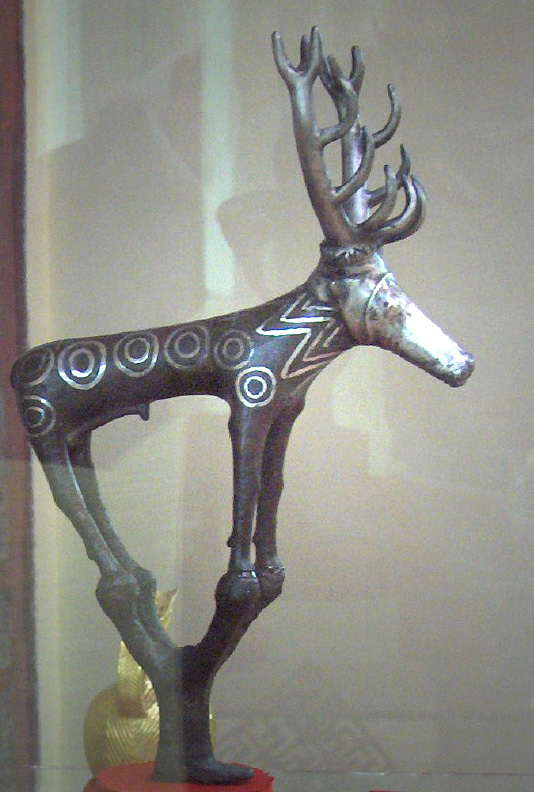
Статуетка оленя, символу хетської богині
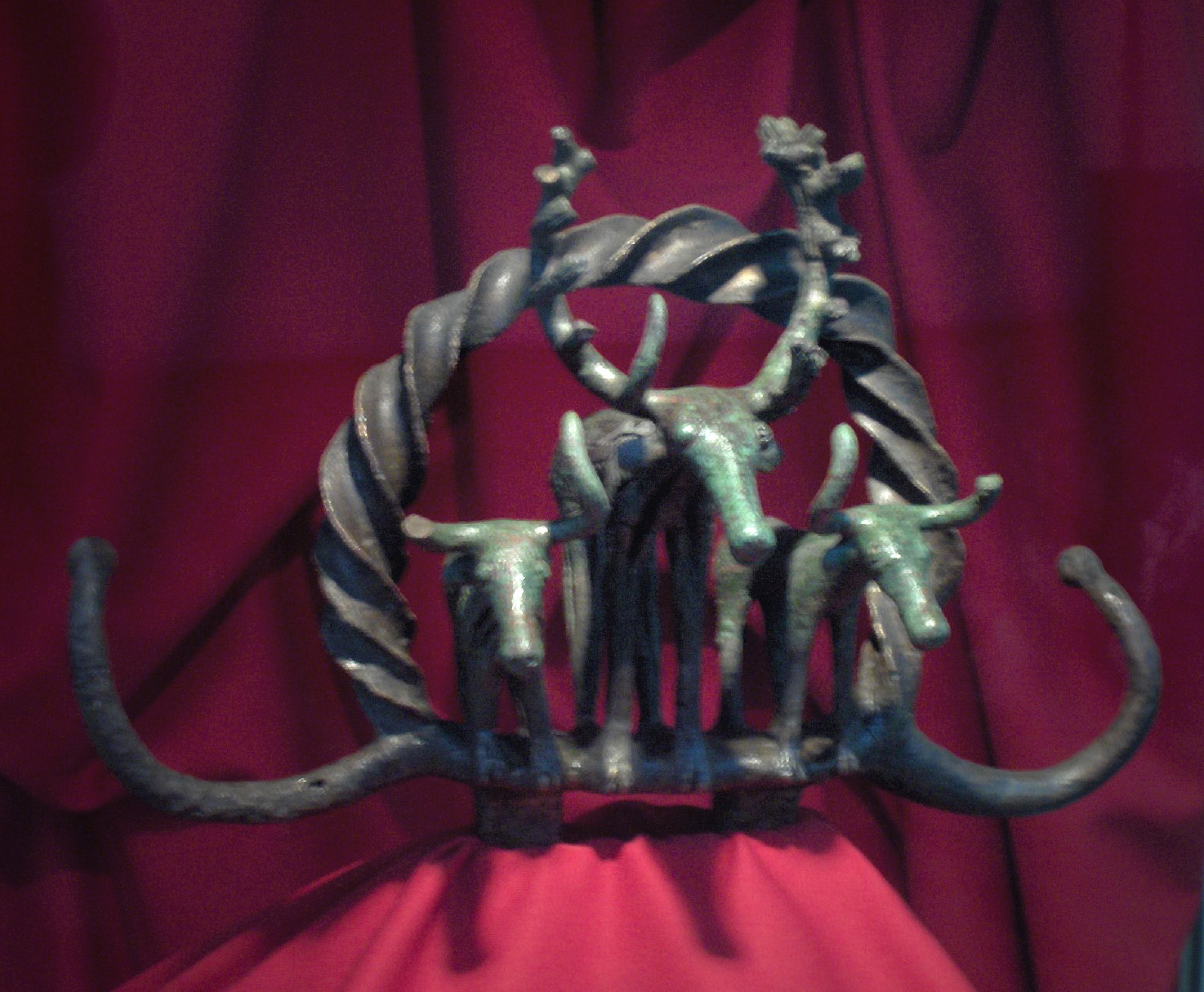
Церемоніальний хетський предмет з бронзи
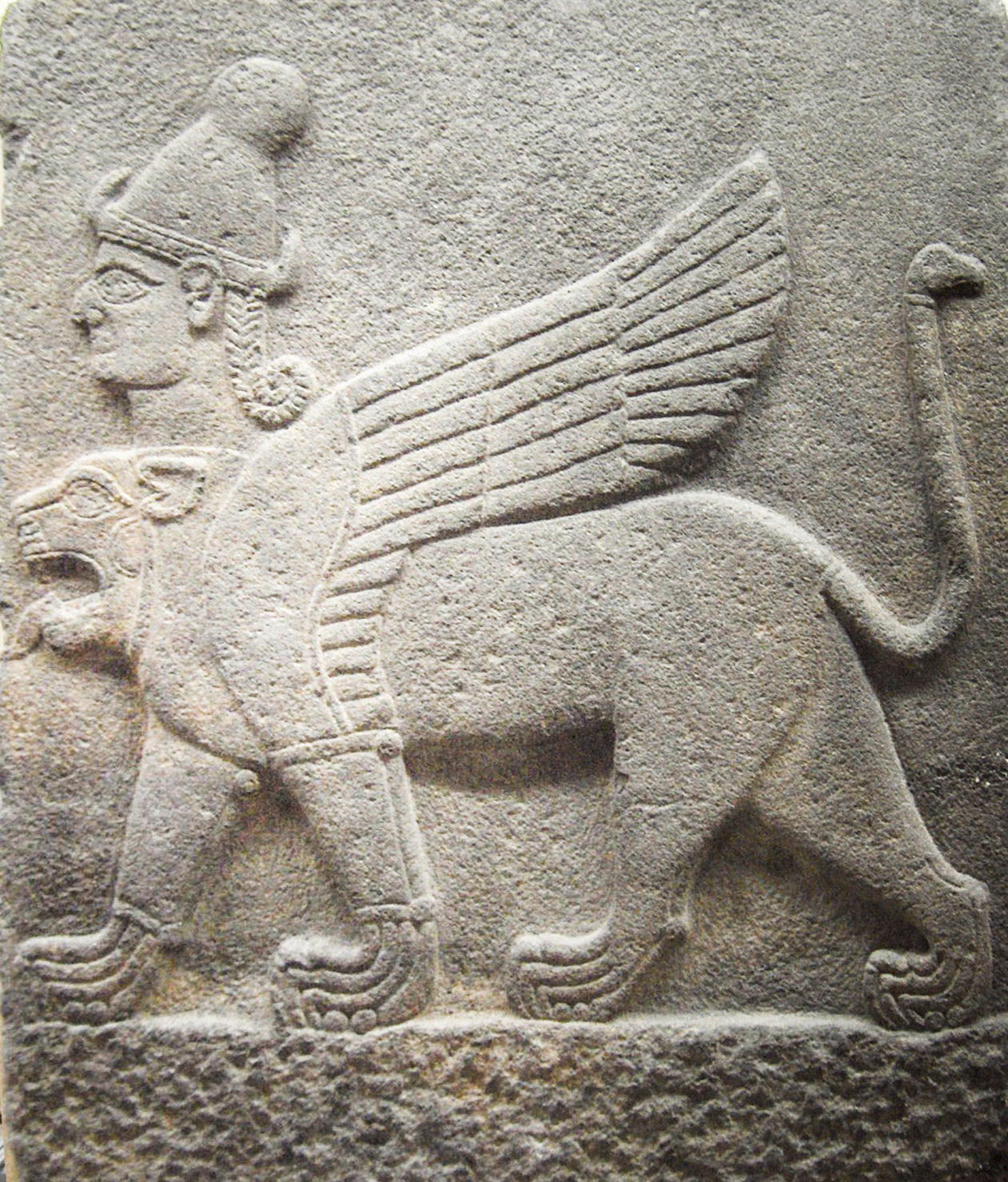
Химера з двома головами: людини і лева; пізній хетський час
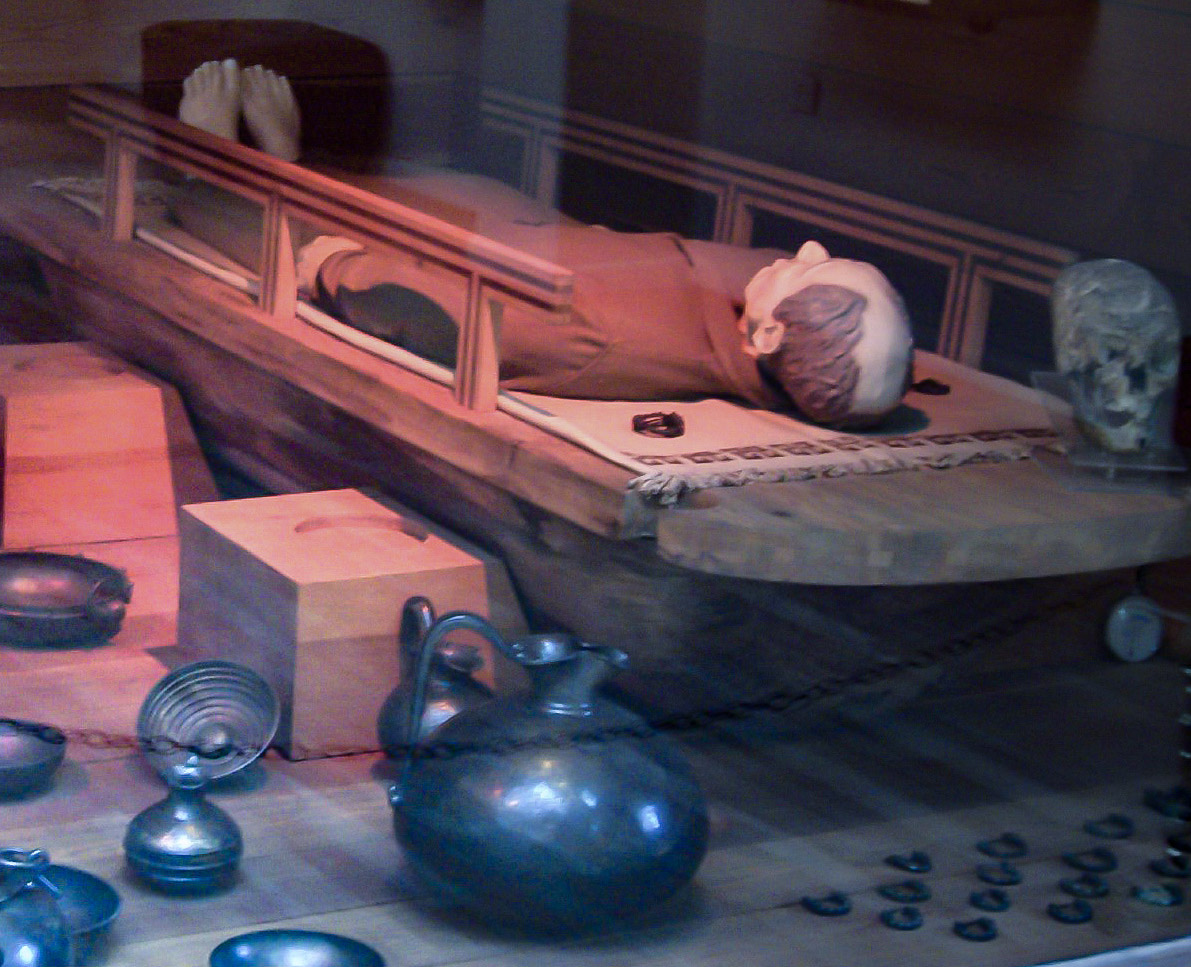
Реконструкція камери гробниці Мідаса в tr:Gordioni
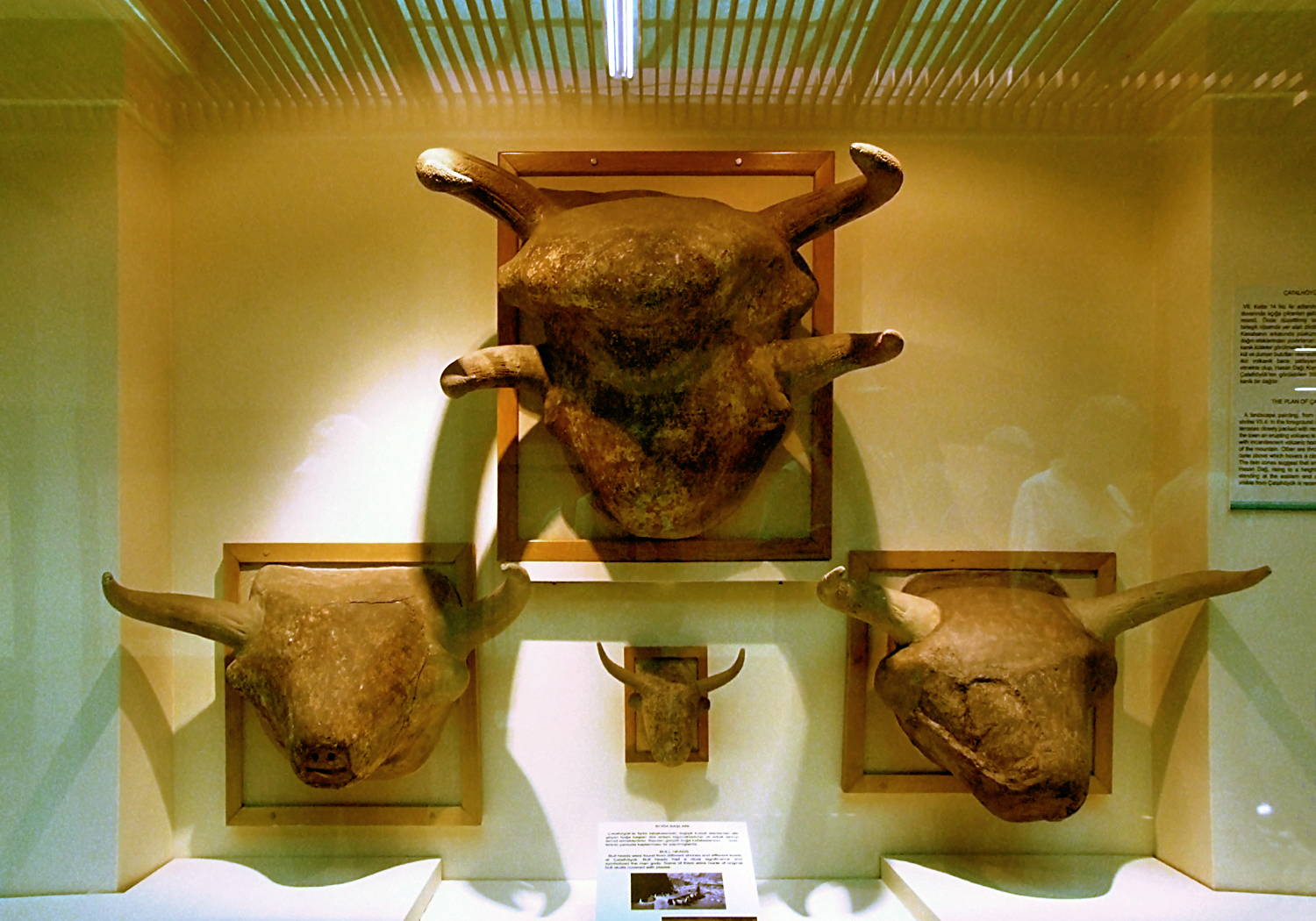
Голови биків з Чатал-Гьоюк
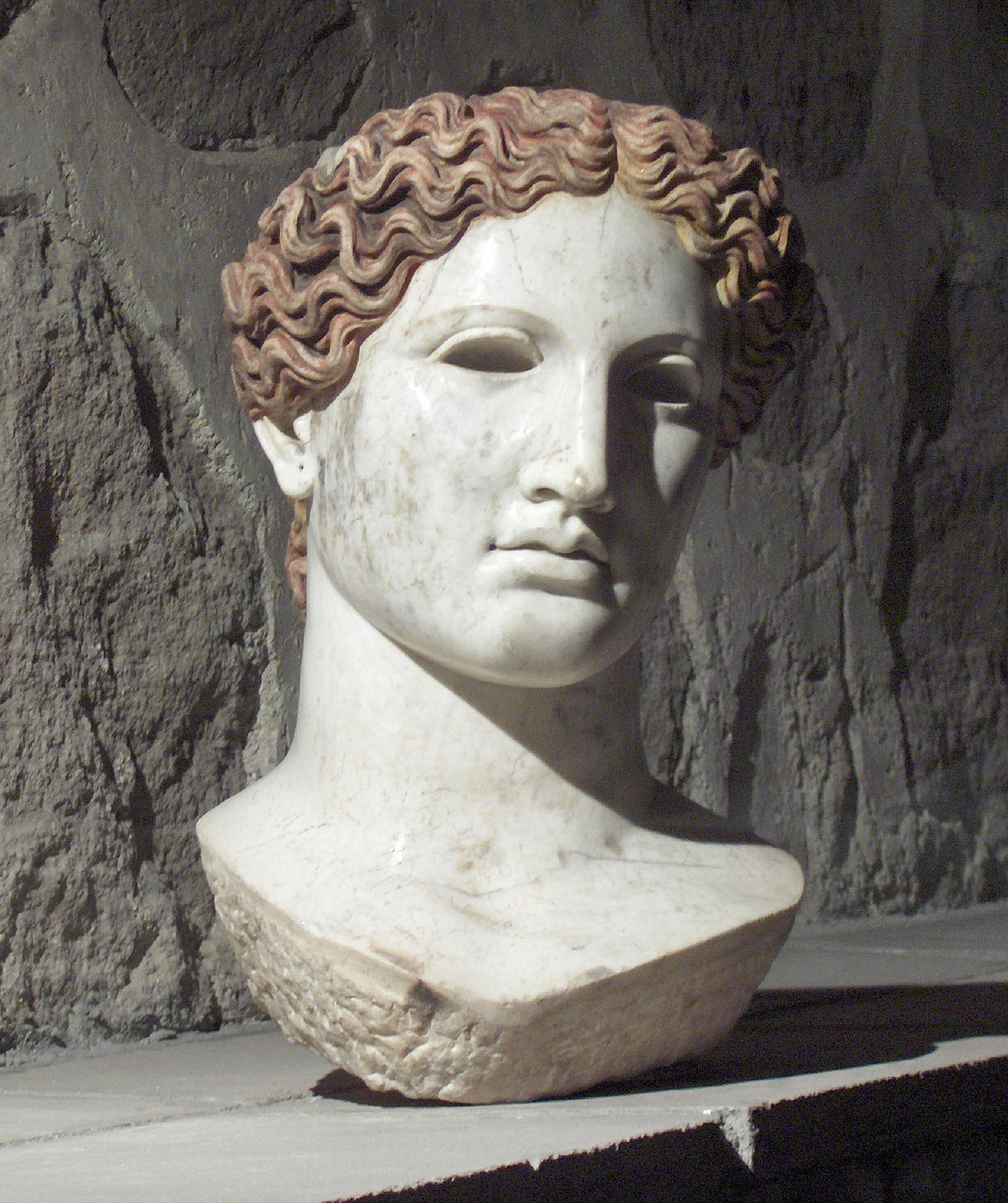
Голова римлянки, мармур

## Ресурси Інтернету
- Вікісховище має мультимедійні дані за темою: Музей анатолійських цивілізацій
- Про музей зі сторінки www. transanatolie.com [Архівовано 9 червня 2021 у Wayback Machine.]

## Виноски
1. ↑  https://kvmgm.ktb.gov.tr/TR-44060/ankara-anadolu-medeniyetleri-muze-mudurlugu.html
2. ↑   Територія Анатолії в різні історичні періоди входила (повністю або в значній частині) до складу різних держав: Хеттське царство, Лідійське царство, Мідія, держава Ахеменідів, держава Олександра Македонського, держава Селевкидів, Понтійське царство, Пергам, Стародавній Рим, Візантія, Конійський султанат тощо.